# Jeff Fortenberry
Jeffrey Lane Fortenberry dit Jeff Fortenberry, né le 27 décembre 1960 à Baton Rouge, est un homme politique américain, représentant républicain du Nebraska à la Chambre des représentants des États-Unis de 2005 à 2022.

## Biographie
De 1997 à 2001, Jeff Fortenberry est membre du conseil municipal de Lincoln, capitale du Nebraska.
En 2004, il se présente à la Chambre des représentants des États-Unis dans le 1er district du Nebraska. Le représentant républicain sortant Doug Bereuter, élu depuis 26 ans, ne se représente pas pour présider l'Asia Foundation. Fortenberry arrive en tête de la primaire républicaine avec 39 % des voix, devant Curt Bromm (33 %, soutenu par Bereuter) et Greg Ruehle (21 %). Il est élu représentant avec 54,2 % des suffrages face au démocrate Matt Connealy. Il est réélu pour un second mandat en 2006 avec 58,4 % des voix. Entre 2008 et 2014, il est réélu tous les deux ans avec un score compris entre 68 % et 72 % des suffrages.
Lors des primaires présidentielles républicaines de 2016, il soutient Carly Fiorina. Il est candidat à sa réélection lors des élections de novembre 2016.